# Agrimonia gryposepala
Agrimonia gryposepala — вид рослин з роду парило (Agrimonia).

## Опис
Трав'яниста рослина заввишки від 3,5 до 15 дм. Стебла з блискучими волосками. Волоски прямостоячі, розміром приблизно 2 мм. Прилистки стебла ± 1/2-яйцеподібні, краї надрізані. Листкові пластинки основних листочків від яйцеподібних до еліптичних або ромбічних, розміром від 2,4 до 10,5 см завдовжки та від 1,4до 5,6 см завширшки, краї пильчасті, верхівка гостра, іноді загострена, абаксіальна поверхня зазвичай з блискучими прилистково-залозистими волосками. Суцвіття блискучі, із залозистими волосками. Плодові гіпантії від носових до широкодзвонистих, рідше широкообернено-конічних, розміром від 2,3 до 5,8 мм завдовжки та від 2,8 до 6,2 мм завширшки, проксимальний ряд відігнутий, з блискучими прищіпково-залозистими волосками. Кількість хромосом 2n = 56.

## Поширення та середовище існування
Вид є ендемічним для США (штати: Алабама, Аризона, Арканзас, Каліфорнія, Колорадо, Коннектикут, Делавер, Джорджія, Іллінойс, Індіана, Айова, Канзас, Кентуккі, Мен, Меріленд, Массачусетс, Мічиган, Міннесота, Міссурі, Монтана, Небраска, Нью-Гемпшир, Нью-Джерсі, Нью-Мексико, Нью-Йорк, Північна Кароліна, Північна Дакота, Огайо, Орегон, Пенсильванія, Род-Айленд, Південна Дакота, Теннессі, Вермонт, Вірджинія, Західна Вірджинія, Вісконсин, Вайомінг), Канади (штати: Британська Колумбія, Манітоба, Квебек, Нью-Брансвік, Нова Шотландія, Острів Принца Едуарда), Гватемали та Мексики (Північно-східна Мексика, Південно-східна Мексика).